# Стровце
Стровце (Стреоце, код локалног становништва) (алб. Stroc) насеље је у општини Вучитрн на Косову и Метохији. Према попису становништва на Косову 2011. године, село је имало 865 становника, већина становништва чине Албанци.

## Географија
Стровце је полупланинско село са валовитим земљиштем, разбијеног типа, са листопадном шумом и погодно је за сточарство. Оранице су са растреситом земљом, те на њима успевају све житарице. Село је смештено на падини планине Чичавице, 19 км јужно од Вучитрна. Дели се на махалу Шабановића (на југу) и махалу Дурака (на северу), називи су им по јединим родовима у њима. Махале су такође разбијене на групице од по две до три куће. Удаљење између махала је око 0,5 км. Махале раздваја Љугу и Кишес (Црквени до).

## Историја
На подручју села налази се место Градина, чији остаци датирају из Античког добаа и средњег века; налази се на листи споменика културе на Косову. У повељи краља Милутина, издатој 1314. године манастиру Бањској, помиње се као село Стрелец. Око 1419. године у доба деспота Ђурђа, калуђерица Макрина прилаже манастиру св. Павла у Светој Гори "цркву Св. Николе с келијама и с лозијем и с овчијем и с иними правинами у Чичавици у Стрелцу, јеже ми беху родитељи обновили". Село је добило име по занимању његових старих житеља који су правили стреле. У Црквеном долу (Љуге и Кишес) (алб. Lugë i Kishes), који раздваја две сеоске махале, постојали су до пре неку деценију остаци средњовековнох храма св. Николе са великим зидинама около, којих сад нема више. Албански живаљ те остатке је звао Каљаја-Тврђава, Градић. То су свакако били остаци храма са ћелијама који је поменуата калуђерица Макрина поклонила манастиру св. Павла у Светој Гори. Данас у овом селу живе два албанска рода, који су се овде као католици доселили из Скадарске Малесије у 18. веку.

## Порекло становништва по родовима
Подаци из 1936:
- Шабановић (алб. Shabani) (23 кућа.), од фиса (племена) Краснића. Доселио се крајем 18. века из Скадарске Малесије и 1934, су наводили да су „доскоро“ били католици, односно криптокатолици.
- Дурак (алб. Duraku) (32 кућа.), од фиса (племена) Краснића. Досељени из Малесије за првима, по позиву.

## Демографија
| Година       | 1948 | 1953 | 1961 | 1971 | 1981  | 1991  | 2011 |
| ------------ | ---- | ---- | ---- | ---- | ----- | ----- | ---- |
| Становништво | 535  | 599  | 640  | 804  | 1.014 | 1.121 | 865  |

|  |